# Platycleis crassa
Platycleis crassa är en insektsart som först beskrevs av Leo L. Mishchenko 1949.  Platycleis crassa ingår i släktet Platycleis och familjen vårtbitare. Inga underarter finns listade i Catalogue of Life.